# Brandon Jay McLaren
Brandon Jay McLaren (Vancouver, 15 de Outubro de 1981) é um ator canadense de ascendência trinitário-tobagense e granadina conhecido por interpretar Jack Landors (Ranger Vermelho) de Power Rangers SPD e Dale "DJ" Jake de Graceland.

## Biografia
Depois de sua trajetória em Power Rangers, Brandon Jay McLaren conseguiu pequenas aparições em séries e filmes. Ele participou da séries "The Best Years" (como Devon Sylver) e "Harper's Island" (como Danny Brooks); e no filme "Ela é o Cara" como Toby, contracenando com Amanda Bynes. Participou da série da AMC, "The Killing" como Bennett Ahmed e na série canadense "Being Erica" como Lenin, o namorado de Samantha (irmã da protagonista da série). E agora, é Jamil Dexter num papel regular na série Falling Skies.